# Papy Niango
Papy Niango Iziamay Munshemvula, André-Pierre, né le 21 septembre 1974 à Bandundu (Province du Bandundu), est un avocat et un homme politique congolais.
Ancien étudiant à la faculté de droit de l'université de Kinshasa (communément appelée UNIKIN), où il s'inscrit en 1995, il décrocha son diplôme de licencié (Master 1) en droit économique et social. 
En 2005, il s'inscrit au Barreau de Kinshasa et, parallèlement, il se consacre aux activités de l'UDPS (Union pour la démocratie et le progrès social) notamment au cabinet d'Étienne Tshisekedi et au Collège des fondateurs en qualité de Secrétaire rapporteur.
Lors des élections législatives du 28 novembre 2011, il est élu député national dans la ville de Bandundu.
Le 9 mai 2017, il est nommé ministre des Loisirs et des Sports par le premier ministre, Bruno Tshibala. 
Il est depuis le 9 janvier 2019 député national de la ville de Bandundu.